# Wereldkampioenschappen baanwielrennen 1995
De wereldkampioenschappen baanwielrennen 1995 werden van 26 september tot en met 30 september 1995 gehouden in het Velódromo Luis Carlos Galán in de Colombiaanse stad Bogota. Er stonden twaalf onderdelen op het programma, acht voor mannen en vier voor vrouwen.

## Medailles

### Mannen
| Onderdeel            | Goud | Goud                                                                 | Zilver | Zilver                                                                  | Brons | Brons                                                               |
| -------------------- | ---- | -------------------------------------------------------------------- | ------ | ----------------------------------------------------------------------- | ----- | ------------------------------------------------------------------- |
| Sprint               | AUS  | Darryn Hill                                                          | CAN    | Curtis Harnett                                                          | FRA   | Frédéric Magné                                                      |
| 1 km tijdrit         | AUS  | Shane Kelly                                                          | FRA    | Florian Rousseau                                                        | USA   | Erin Hartwell                                                       |
| Achtervolging        | GBR  | Graeme Obree                                                         | ITA    | Andrea Collinelli                                                       | AUS   | Stuart O'Grady                                                      |
| Ploegenachtervolging | AUS  | Bradley McGee Tim O'Shannessy Stuart O'Grady Dean Woods Rodney McGee | UKR    | Alexander Simonenko Sergeï Matveiev Bogdan Bondariew Dimitri Tolstenkov | USA   | Conrad Zach Dirk Copeland Mariano Friedickx Matt Hamon Adam Laurent |
| Teamsprint           | GER  | Jan van Eijden Michaël Hübner Jens Fiedler Sören Lausberg            | FRA    | Benoît Vetu Florian Rousseau Hervé Thuet                                | USA   | Marty Nothstein Erin Hartwell William Clay Trey Gannon              |
| Keirin               | FRA  | Frédéric Magné                                                       | GER    | Michaël Hübner                                                          | ITA   | Frederico Paris                                                     |
| Puntenkoers          | ITA  | Silvio Martinello                                                    | LTU    | Remigius Lupeikis                                                       | KAZ   | Sergei Lupeikis Lavrenenko                                          |
| Koppelkoers          | ITA  | Silvio Martinello Marco Villa                                        | ARG    | Gabriel Curuchet Juan Esteban Curuchet                                  | SUI   | Kurt Betschart Bruno Risi                                           |

- Renners van wie de namen schuingedrukt staan kwamen in actie tijdens minimaal één ronde maar niet tijdens de finale.

### Vrouwen
| Onderdeel     | Goud | Goud                  | Zilver | Zilver             | Brons | Brons              |
| ------------- | ---- | --------------------- | ------ | ------------------ | ----- | ------------------ |
| Sprint        | FRA  | Félicia Ballanger     | RUS    | Olga Sljoesarjova  | EST   | Erika Salumäe      |
| 500m tijdrit  | FRA  | Félicia Ballanger     | RUS    | Galina Enukhina    | AUS   | Michelle Ferris    |
| Achtervolging | USA  | Rebecca Twigg         | ITA    | Antonella Bellutti | NOR   | May Britt Hartwell |
| Puntenkoers   | RUS  | Svetlana Samokhvalova | ITA    | Nada Cristofol     | FRA   | Nathalie Lancien   |

### Medaillespiegel
| Plaats | Land                | Goud | Zilver | Brons | Totaal |
| 1      | Frankrijk           | 3    | 2      | 2     | 7      |
| 2      | Australië           | 3    | 0      | 2     | 5      |
| 3      | Italië              | 2    | 3      | 1     | 6      |
| 4      | Rusland             | 1    | 2      | 0     | 3      |
| 5      | Duitsland           | 1    | 1      | 0     | 2      |
| 6      | Verenigde Staten    | 1    | 0      | 3     | 4      |
| 7      | Verenigd Koninkrijk | 1    | 0      | 0     | 1      |
| 8      | Argentinië          | 0    | 1      | 0     | 1      |
| 8      | Canada              | 0    | 1      | 0     | 1      |
| 8      | Litouwen            | 0    | 1      | 0     | 1      |
| 8      | Oekraïne            | 0    | 1      | 0     | 1      |
| 12     | Estland             | 0    | 0      | 1     | 1      |
| 12     | Kazachstan          | 0    | 0      | 1     | 1      |
| 12     | Noorwegen           | 0    | 0      | 1     | 1      |
| 12     | Zwitserland         | 0    | 0      | 1     | 1      |
| Totaal | Totaal              | 12   | 12     | 12    | 36     |